# Jakub Wolny
Jakub Wolny (Bielsko-Biała, 15 maggio 1995) è un saltatore con gli sci polacco.

## Biografia
In Coppa del Mondo ha esordito il 19 gennaio 2014 a Zakopane (45°) e ha ottenuto la prima vittoria, nonché primo podio, il 17 novembre 2018 a Wisła; l'anno successivo ai Mondiali di Seefeld in Tirol, suo esordio iridato, è stato 40º nel trampolino lungo e ai Mondiali di volo di Vikersund 2022 si è classificato 11º nella gara individuale e 5º in quella a squadre. Ai Mondiali di Trondheim 2025 si è piazzato 29º nel trampolino normale, 27º nel trampolino lungo e 6º nella gara a squadre.

## Palmarès

### Mondiali juniores
- 2 medaglie:
  - 2 ori (trampolino normale, gara a squadre a Val di Fiemme 2014)

### Coppa del Mondo
- Miglior piazzamento in classifica generale: 22º nel 2019
- 5 podi (tutti a squadre):
  - 4 vittorie
  - 1 terzo posto

#### Coppa del Mondo - vittorie
| Data             | Località    | Nazione  | Trampolino                                                         |
| ---------------- | ----------- | -------- | ------------------------------------------------------------------ |
| 17 novembre 2018 | Wisła       | Polonia  | Malinka HS134 (con Piotr Żyła, Dawid Kubacki e Kamil Stoch)        |
| 15 febbraio 2019 | Willingen   | Germania | Mühlenkopf HS145 (con Piotr Żyła, Dawid Kubacki e Kamil Stoch)     |
| 23 marzo 2019    | Planica     | Slovenia | Letalnica HS240 (con Kamil Stoch, Dawid Kubacki e Piotr Żyła)      |
| 14 dicembre 2019 | Klingenthal | Germania | Vogtland Arena HS140 (con Piotr Żyła, Kamil Stoch e Dawid Kubacki) |